# Saint-Genest-Lerpt
Saint-Genest-Lerpt è un comune francese di 5 742 abitanti situato nel dipartimento della Loira della regione dell'Alvernia-Rodano-Alpi. È gemellato con il comune italiano di Palau (Italia).

## Società

### Evoluzione demografica
Abitanti censiti